# اریک آسادوریان
اریک آسادوریان (ارمنی: Էրիկ Ասադուրյան؛ فرانسوی: Éric Assadourian‎ زادهٔ ۲۴ ژوئن ۱۹۶۶ در سنت موریس، ول-دو-مرن) یک بازیکن فوتبال بازنشسته در پست مهاجم اهل ارمنستان-فرانسه است.

## باشگاهی
از باشگاه‌هایی که در آن بازی کرده‌است می‌توان به تولوز، لیل، لیون، و گنگام اشاره کرد.

## تیم ملی
وی همچنین در تیم ملی فوتبال ارمنستان بازی کرده است. آسادوریان نخستین بازی ملی خود را در تاریخ ۵ اکتبر ۱۹۹۶ در بازی‌های مقدماتی جام جهانی ۱۹۹۸ در بلفاست در مقابل ایرلند انجام داده است.

### گل‌های ملی
| # | تاریخ          | ورزشگاه      | حریف         | گل زده | نتیجه | رقابت    |
| - | -------------- | ------------ | ------------ | ------ | ----- | -------- |
| ۱ | ۵ اکتبر ۱۹۹۶   | ایرلند شمالی | ایرلند شمالی | ۱-۱    | تساوی | 1998 WCQ |
| ۲ | ۲۰ اوت ۱۹۹۷    | پرتغال       | پرتغال       | ۱-۳    | باخت  | 1998 WCQ |
| ۳ | ۶ سپتامبر ۱۹۹۷ | ارمنستان     | آلبانی       | ۳-۰    | برد   | 1998 WCQ |